# Jona Pur
Jona Pur es una ciudad censal situada en el distrito de Delhi sur,  en el territorio de la capital nacional,  Delhi (India). Su población es de 10635 habitantes (2011). 

## Demografía
Según el censo de 2011 la población de Jona Pur era de 10635 habitantes, de los cuales 5847 eran hombres y 4788 eran mujeres. Jona Pur tiene una tasa media de alfabetización del 78,86%, inferior a la media estatal del 86,21%: la alfabetización masculina es del 86,71%, y la alfabetización femenina del 69,18%.